# Revue bleuOrange
bleuOrange  est une revue hypermédiatique québécoise fondée en 2008.

## Description
La revue bleuOrange tire son nom d'un vers de Paul Éluard, « la terre est bleue comme une orange ». Elle est considérée comme une référence francophone dans le domaine de la littérature et de l'art hypermédiatique.
La revue publie à la fois de nouveaux auteurs et des artistes renommés. bleuOrange a une mission en trois volets :
- La découverte et l'exploration des nouvelles formes d’œuvres numériques et hypermédiatiques;
- La promotion de la littérature hypermédiatique auprès de différents publics;
- Offrir de la visibilité aux artistes afin de soutenir la production de cette littérature.

La traduction d’œuvres hypermédiatiques marquantes et importantes déjà existantes fait aussi partie des activités de la revue, qui organise, en partenariat avec Figura-Concordia, des concours de meilleures traduction d’œuvres hypermédiatiques internationales.
La revue a également été le lieu d'une exposition en ligne, Speedshow de bleuOrange. Un speedshow est une exposition pensée pour les œuvres hypermédiatiques, présentée dans un café Internet ou un centre multimédia, pouvant comporter des expériences interactives. L'exposition était l'incarnation en ligne du speedshow du Laboratoire NT2, présenté lors de la Nuit blanche de Montréal, le premier au Québec.
Le musée royal de Mariemont, en Belgique, a collaboré avec la revue dans le cadre d'une exposition intitulée « Écrivains : modes d'emploi. De Voltaire à bleuOrange », mettant en branle une réflexion sur la représentation de l'écrivain et la figure institutionnalisée qu'il représente de moins en moins, ainsi que sur la transformation de ses modes d'action. Lors de cette exposition, la revue a également lancé le projet Entre la page et l'écran, qui existe aussi sous forme d'application mobile, proposant une nouvelle configuration de la littérature et des fiches d'auteurs. Une collaboration avec le festival littéraire Metropolis bleu a donné l'occasion à la revue d'organiser des lectures et des performances.

## Institutions
Les institutions soutenant la revue bleuOrange sont le Centre de recherche Figura de l'UQÀM et le laboratoire NT2, également associé à l'Université du Québec à Montréal. La revue entretient toutefois des liens avec des membres étudiants de l'Université Concordia.

## Artistes et auteurs
La revue bleuOrange a publié les œuvres et les textes de nombreux artistes et pionniers internationaux, notamment :
- Philippe Bootz
- Andy Campbell
- Grégory Chatonsky[10]
- Marie Darsigny
- Nick Montfort